# Karel Alexander van Brandenburg-Ansbach
Christiaan Frederik Karel Alexander van Brandenburg-Ansbach (Ansbach, 24 februari 1736 – Speen, 5 januari 1806) was van 1757 tot 1791 markgraaf van Brandenburg-Ansbach en van 1769 tot 1791 markgraaf van Brandenburg-Bayreuth. Hij behoorde tot het huis Hohenzollern.

## Levensloop
Karel Alexander was de tweede zoon van markgraaf Karel Willem Frederik van Brandenburg-Ansbach en Frederika Louise van Pruisen, dochter van koning Frederik Willem I van Pruisen. Na het onverwachte overlijden van zijn oudere broer Karel Frederik werd hij in 1737 erfprins van Brandenburg-Ansbach. Van 1748 tot 1759 studeerde hij in Utrecht, waarna hij een reis ondernam naar Turijn en Savoye. Mogelijk liep Karel Alexander bij deze reis syfilis op, maar dat is niet honderd procent zeker. In ieder geval bleef hij ondanks twee huwelijken en meerdere relaties kinderloos. Op 22 november 1754 huwde hij met zijn eerste echtgenote Frederika Carolina (1735-1791), dochter van hertog Frans Jozias van Saksen-Coburg-Saalfeld.
In augustus 1757 volgde hij zijn vader op als markgraaf van Brandenburg-Ansbach. Hij resideerde voornamelijk op zijn jachtslot in Triesdorf. Ook liet hij daar verschillende kastelen ombouwen voor zijn maîtresses. In 1758 stichtte hij de porseleinfabriek van Ansbach. Door de import van schapen wist hij de landeconomie ook een impuls te geven. In 1780 stichtte Karel Alexander zijn eigen bank: de Hoogvorstelijke Hofbank van Brandenburg-Ansbach-Bayreuth. Hij deed dit omdat hij zijn geldzaken niet wilde overlaten aan de toenmalige leidende Joodse bankfamilies, maar omdat hij als privaat bankier zijn inkomsten voor zichzelf wilde houden. Op die manier vond hij de financiële middelen om koning George III van Groot-Brittannië met hulptroepen te ondersteunen in de Amerikaanse Onafhankelijkheidsoorlog. Deze hulptroepen werden in 1781 onder meer ingezet in de Slag bij Yorktown. 
Karel Alexander droeg de titel van hoofd van het Dragondersregiment van de Frankische Kreits. Ook verhuurde hij zijn militaire troepen aan de Republiek der Zeven Verenigde Nederlanden. Met de inkomsten hieruit wist hij de staatsschuld van zijn domeinen sterk te reduceren: van 5 miljoen gulden bij zijn machtsovername tot 1,5 miljoen gulden aan het einde van zijn regering. 
In 1779 erfde na het kinderloze overlijden van markgraaf Frederik Christiaan het markgraafschap Brandenburg-Bayreuth. Op 16 januari 1791 stond de kinderloze Karel Alexander in een verdrag zijn vorstendommen af aan koning Frederik Willem II van Pruisen, omdat ze na zijn overlijden sowieso naar Pruisen zouden gaan. In ruil hiervoor kreeg Karel Alexander een jaarlijks rente van 300.000 gulden. In 1805 stond Pruisen Ansbach af aan Frankrijk in ruil voor het keurvorstendom Hannover, waarna het in 1806 toegewezen werd aan het koninkrijk Beieren. In 1810 ging ook Bayreuth naar Beieren.
Karel Alexander was erelid van de Koninklijke Academie der Wetenschappen in München. Nadat zijn echtgenote Frederika Carolina in februari 1791 was overleden, huwde hij op 31 oktober 1791 in Lissabon met zijn minnares Elizabeth Craven (1750-1828), dochter van Augustus Berkeley, graaf van Berkeley, en weduwe van baron William Craven. Nadat hij op 2 december 1791 in Bordeaux officieel zijn aftreden als vorst van Brandenburg-Ansbach-Bayreuth had ondertekend, ging hij met haar in Groot-Brittannië wonen. Hij hield er zich bezig met het fokken van paarden. In januari 1806 stierf Karel Alexander na een korte longziekte op 69-jarige leeftijd in Speen in het graafschap Berkshire.